# Corneliu Berbente
Corneliu Berbente (n. 1938) este un profesor inginer de aeronave și epigramist român.

## Lucrări publicate

### Manuale tehnice
- Mișcarea în jurul botului conic al unui fuselaj în curent omogen cu aplicații la avioanele supersonice și rachete (I.P.B., 1977) - în colaborare cu P. Marinescu, Vasile Nicolae Constantinescu și Gh. Budianu
- Mișcarea în jurul botului conic al unui fuselaj sau al unor corpuri similare (I.P.B., 1978) - în colaborare cu P. Marinescu, Vasile Nicolae Constantinescu și Gh. Budianu
- Dinamica gazelor (Institutul Politehnic București, 1977) - în colaborare cu Vasile Nicolae Constantinescu
- Aerodinamica - 2 vol. (I.P.B., 1979) - în colaborare cu Vasile Nicolae Constantinescu
- Dinamica gazelor și Aerotermochimie (Institutul Politehnic București, 1980) - în colaborare cu Vasile Nicolae Constantinescu
- Dinamica gazelor - 2 vol. (Institutul Politehnic București, 1985) - în colaborare cu Vasile Nicolae Constantinescu